# Krystyna Wacławska
Krystyna Wacławska (ur. 8 lutego 1939 w Jarochowie, zm. 31 lipca 2009 w Zgierzu) – polska działaczka społeczna.

## Wykształcenie
Maturę uzyskała w Liceum Pedagogicznym w Zgierzu w 1956 r. i rozpoczęła studia na Wydziale Pedagogiki Uniwersytetu Warszawskiego zwieńczone dyplomem magistra w 1961 r.

## Praca zawodowa
W 1961 r. rozpoczęła pracę zawodową w Poradni Społeczno-Wychowawczej w Zgierzu, w której przepracowała 35 lat. Na emeryturę przeszła w 1996 r. Mieszkała w Zgierzu.

## Działalność społeczna pozazawodowa
Poza działalnością zawodową działała społecznie w Związku Nauczycielstwa Polskiego pełniąc przez kilka kadencji funkcję prezesa Ogniska ZNP. Od 1997 r. działała w Sekcji Emerytów ZNP. Działała jednak głównie w Polskim Towarzystwie Turystyczno-Krajoznawczym, do którego wstąpiła w 1964 r. pełniąc szereg odpowiedzialnych funkcji. Przez całe 45 lat była członkiem zarządu Koła PTTK nr 7 w Zgierzu. Przez wiele lat była sekretarzem zarządu, protokolantem zebrań. Współorganizowała wiele wypraw turystycznych, rajdów a szczególnie wycieczek pieszych po Zgierzu i okolicy. Czynnie uczestniczyła w zlotach przedszkolaków organizowanych przez PTSM w latach 1991-2002. Organizowała rajdy nauczycieli. Organizowała rajdy krajoznawcze dla dzieci w ramach nauczania początkowego, rajdy żaków i rajdy mikołajkowe. Opracowywała opisy tras rajdów i wycieczek turystycznych.

## Odznaczenia i wyróżnienia
Za działania społeczne była odznaczona: 
- Złotym Krzyżem Zasługi
- Złotą Odznaką ZNP
- Odznaką 50 lat ZNP
- Złotą Honorową Odznaką PTTK (2004)
- Odznaką 25 lat w PTTK
- Srebrną i złotą Odznaką Zasłużony w pracy PTTK wśród młodzieży